# Mount Enterprise
Mount Enterprise é uma cidade localizada no estado norte-americano de Texas, no Condado de Rusk.

## Demografia
Segundo o censo norte-americano de 2000, a sua população era de 525 habitantes.
Em 2006, foi estimada uma população de 536, um aumento de 11 (2.1%).

## Geografia
De acordo com o United States Census Bureau tem uma área de
3,8 km², dos quais 3,8 km² cobertos por terra e 0,0 km² cobertos por água.

## Localidades na vizinhança
O diagrama seguinte representa as localidades num raio de 32 km ao redor de Mount Enterprise.